# ジャスティス・トンプソン
ジャスティス・トンプソン（Justice Thompson, 2000年7月8日 - ）は、アメリカ合衆国フロリダ州タンパ出身のプロ野球選手（外野手）。右投右打。MLBのシンシナティ・レッズ傘下所属。

## 経歴
2021年7月のMLBドラフト6巡目（全体180位）でシンシナティ・レッズから指名され、プロ入り。契約後、傘下のルーキー級アリゾナリーグ・レッズでプロデビュー。A-級デイトナ・トーテュガスでもプレーし、2球団合計で28試合に出場して打率.239、2本塁打、12打点、2盗塁を記録した。

## プレースタイル
中堅手として広大な守備範囲を誇るなど生まれ持った身体能力の高さが売り物である。一方で打撃面での脆さが懸念されており、将来は「第4の外野手」に落ち着くという予想も見られる。